# Académie Ny Antsika
Académie Ny Antsika is een Malagassische voetbalclub uit de stad Antsirabe. De club werd opgericht in 2000.

## Palmares
- THB Champions League

Winnaar (1) : 2009

### CAFcompetities
- CAF Champions League : 1 deelname

2009 - Voorrondes

## Bekende (ex-)spelers
- Ibrahim Amada
- Carolus Andriamatsinoro